# Championnat du Chili de football 2024
Navigation
Saison précédente Saison suivante
La saison 2024 du Championnat du Chili de football est la quatre-vingt-quatorzième édition du championnat de première division au Chili.
L'ensemble des équipes est regroupé au sein d'une poule unique où elles affrontent les autres deux fois. Le vainqueur, son dauphin, le troisième et le vainqueur de la Coupe du Chili se qualifient pour la Copa Libertadores 2025. Les équipes classées de la 4e à la 7e place sont qualifiées pour la Copa Sudamericana 2025.
Le Club Deportivo Huachipato est le tenant du titre.

## Déroulement de la saison
Le championnat commence le 16 février 2024, les promus sont le champion de deuxième division 2023 CD Cobreloa et le vainqueur des barrages de promotion le CD Iquique.
En fin de saison le club de Colo Colo termine à la première place et remporte son 34e titre de champion du Chili.
Le vice-champion, CF Universidad de Chile, remporte la Copa Chile 2024, étant déjà qualifié pour la Copa Libertadores 2025 via le championnat, la place revient au finaliste Deportivo Ñublense.

## Les clubs participants
- Colo Colo
- Universidad Católica
- CF Universidad de Chile
- CD Coquimbo Unido
- Club Deportivo Huachipato
- Club Deportivo O'Higgins
- Unión Española
- Audax Italiano
- Club Deportivo Palestino
- CD Cobresal
- Unión La Calera
- Deportivo Ñublense
- CD Everton Viña del Mar
- Club de Deportes Copiapó
- Club de Deportes Cobreloa - Promu de D2
- Club de Deportes Iquique - Promu de D2

## Compétition
Le barème utilisé pour établir le classement est le suivant :
- Victoire : 3 points
- Match nul : 1 point
- Défaite : 0 point

### Classement
| Rang | Équipe                      | Pts | J  | G  | N | P  | Bp | Bc | Diff |
| ---- | --------------------------- | --- | -- | -- | - | -- | -- | -- | ---- |
| 1    | Colo-Colo                   | 67  | 30 | 21 | 4 | 5  | 49 | 21 | +28  |
| 2    | CF Universidad de Chile C   | 65  | 30 | 19 | 8 | 3  | 53 | 24 | +29  |
| 3    | CD Iquique P                | 48  | 30 | 14 | 6 | 10 | 53 | 48 | +5   |
| 4    | Club Deportivo Palestino    | 46  | 30 | 13 | 7 | 10 | 46 | 33 | +13  |
| 5    | Universidad Católica        | 46  | 30 | 13 | 7 | 10 | 44 | 34 | +10  |
| 6    | Unión Española              | 45  | 30 | 12 | 9 | 9  | 47 | 41 | +6   |
| 7    | CD Everton Viña del Mar     | 45  | 30 | 12 | 9 | 9  | 47 | 41 | +6   |
| 8    | CD Coquimbo Unido           | 45  | 30 | 12 | 9 | 9  | 37 | 34 | +3   |
| 9    | Deportivo Ñublense          | 40  | 30 | 11 | 7 | 12 | 40 | 34 | +6   |
| 10   | Audax Italiano              | 34  | 30 | 10 | 4 | 16 | 36 | 39 | -3   |
| 11   | Unión La Calera             | 34  | 30 | 9  | 7 | 14 | 29 | 40 | -11  |
| 12   | Club Deportivo Huachipato T | 34  | 30 | 9  | 7 | 14 | 28 | 44 | -16  |
| 13   | CD Cobresal                 | 33  | 30 | 8  | 9 | 13 | 42 | 51 | -9   |
| 14   | Club Deportivo O'Higgins    | 31  | 30 | 8  | 7 | 15 | 34 | 53 | -19  |
| 15   | CD Cobreloa P               | 31  | 30 | 9  | 4 | 17 | 33 | 62 | -29  |
| 16   | CD Copiapó                  | 24  | 30 | 7  | 3 | 20 | 40 | 61 | -21  |

|  | Qualification pour la Copa Libertadores 2025                                      |
|  | Qualification pour le deuxième tour de qualification de la Copa Libertadores 2025 |
|  | Qualification pour la Copa Sudamericana 2025                                      |
|  | Relégation en Primera B                                                           |
|  | T : Tenant du titre C : Vainqueur de la Copa Chile P : Promu de Primera B         |

- Deportivo Ñublense est qualifié pour la Copa Libertadores 2025 en tant que finaliste de la Copa Chile, le vainqueur de la Coupe, Universidad de Chile, étant déjà qualifié via le championnat[3].

## Bilan de la saison
| Championnat du Chili de football 2024 |                                               |
| Champion                              | Club Social y Deportivo Colo-Colo (34e titre) |
| Coupes et trophées                    |                                               |
| Vainqueur de la Coupe du Chili 2024   | Universidad de Chile                          |
| Qualifications continentales          |                                               |
| Copa Libertadores 2025                | Club Social y Deportivo Colo-Colo             |
| Copa Libertadores 2025                | Universidad de Chile                          |
| Copa Libertadores 2025                | CD Iquique                                    |
| Copa Libertadores 2025                | Deportivo Ñublense                            |
| Copa Sudamericana 2025                | Club Deportivo Palestino                      |
| Copa Sudamericana 2025                | Club Deportivo Universidad Católica           |
| Copa Sudamericana 2025                | Unión Española                                |
| Copa Sudamericana 2025                | Corporacion Deportiva Everton de Viña del Mar |
| Promotions et relégations             |                                               |
| Promus en Primera División            | Club de Deportes La Serena                    |
| Promus en Primera División            | Club de Deportes Limache                      |
| Relégués en Primera B                 | Club de Deportes Cobreloa                     |
| Relégués en Primera B                 | CD Copiapó                                    |